# Crash Bandicoot Nitro Kart 3D
Crash Bandicoot Nitro Kart 3D è un videogioco di kart sviluppato da Vivendi Games nel 2008 per iPhone, iPod touch e altre piattaforme mobili.

## Trama
Nitros Oxide ha creato una squadra con Neo Cortex e Ripper Roo con lo scopo di dominare il mondo. Essi sfidano Crash, Coco e Yaya (una ragazza panda che esordisce in questo gioco) ad una competizione di corsa su kart, al vincitore andrà il titolo di "Re delle corse su Kart per tutta l'eternità", mentre i perdenti saranno cacciati da N. Sanity Island.

## Modalità di gioco
Il gioco è un misto tra Crash Team Racing (per il gameplay) e Crash Tag Team Racing (per quanto riguarda la costruzione delle ambientazioni).
Per quanto riguarda il gameplay sono quindi disponibili armi per attaccare gli avversari, frutti wumpa per potenziare il veicolo, lettere della parola "Crash" da collezionare per sbloccare nuovi personaggi giocanti.
In gara c'è la possibilità di saltare e di effettuare scivolate.
I tipi di partita sono:
- Corsa Rapida - Gioca in un circuito a tua scelta.
- Coppa - una serie di 4 tracciati, dove se riuscirai a piazzarti almeno nei primi 3 posti si sbloccano nuove piste.
- Storia - 8 differenti missioni per completare la storia.
- Prova a tempo - scegli un personaggio e un tracciato e stabilisci il tuo tempo di completamento di quest'ultimo.

## Personaggi giocabili
In tutto sono 6 i personaggi, Crash e Cortex sono subito disponibili, mentre gli altri bisogna sbloccarli collezionando le lettere C-R-A-S-H sparse per i livelli. il design dei personaggi ricorda quello degli ultimi capitoli della serie.
- Crash Bandicoot (già sbloccato)
- Neo Cortex (già sbloccato)
- Coco Bandicoot
- Ripper Roo
- Yaya Panda
- Nitros Oxide

Da un aggiornamento sono stati aggiunti i personaggi di:
- Polar (già sbloccato)
- Dingodile (già sbloccato)

## Sequel
Nel maggio 2010 è stato messo in commercio un sequel dal titolo Crash Bandicoot Nitro Kart 2 disponibile per iPhone, iPod touch e iPad.